# Lycaena araraticus
Lycaena araraticus är en fjärilsart som beskrevs av Gerhard 1853. Lycaena araraticus ingår i släktet Lycaena och familjen juvelvingar. Inga underarter finns listade i Catalogue of Life.